# Čekání na déšť
Čekání na déšť je československý film režiséra Karla Kachyni, natočený v roce 1978. Film vykresluje několik dnů z konce letních prázdnin ze života dvanáctileté Alenky na pražském panelovém sídlišti Bohnice.

## Děj
Dvanáctiletá Alenka je na konci letních prázdnin doma s matkou na sídlišti, v té době téměř liduprázdném, neboť většina dětí a dospělých jsou ještě na prázdninách a dovolených. Matka kadeřnice chodí přes den do práce, a proto se Alenka musí zabavit sama. Nemá ráda maminčina nápadníka a poukazuje na jeho velký nos, chodí na střechu domu, kde má v úkrytu kamínky, pozoruje slunce zakouřeným sklíčkem a čeká každý den na setkání s mužem (Budil), kterého tajně miluje. Setkání však proběhne vždy naprostým nezájmem ze strany toho muže, ale Alenka si přesto pro sebe fabuluje romantický vztah. Také se přátelí se slepým panem Tarabou a v době, kdy Taraba chodí na vyšetření kvůli operaci očí, hlídá jeho fenu vlčáka. Dále potkává mladého souseda - vojáka Pavla, který je právě opuštěn svojí dívkou. S Pavlem naváže přátelský a později dokonce platonicky romantický vztah. Když jej nakonec Alenka doprovází na vlak, jeho dívka se na nádraží objevuje s tím, že se k němu vrací a Alenka zhrzeně utíká domů. V průběhu celého filmu hlavní hrdinka čeká na déšť proto, že kamarádky pak přijedou z prázdnin domů a opět se s nimi setká. Na sídlišti se také pohybuje zrzek, se kterým zpočátku odmítá kamarádit a zlobí se na něj, ale nakonec se spolu usmíří. Na konci filmu se Alenka dozvídá, že pana Tarabu srazilo auto a je v nemocnici, ale také konečně přichází déšť.

## Obsazení
- Dita Kaplanová	- Alena
- Zdeněk Sedláček	- Pavel
- Laďka Kozderková - matka
- Zdeněk Řehoř	- Taraba
- Josef Somr	- Pavlův otec
- Michael Hofbauer	- zrzek
- Monika Hálová	 - Pavlova dívka
- Ladislav Trojan	- Duda
- Jiří Bartoška	- Budil
- Marie Motlová	- žena v samoobsluze
- Břetislav Slováček- voják
- Barbora Štěpánová	- dívka z výtahu

v dalších rolích
Milada Ježková, Eliška Velímská, Marta Richterová, Anna Štrosová, Zdenka Smrčková, Jana Pehrová-Krausová, Zuzana Fišerová-Svátková, Hana Kazdová, Pavel Marek, František Michálek, Rudolf Koubek, Bert Schneider, Jaroslav Šmajzl, Josef Vondráček.

## Zajímavosti
- Film se natáčel na pražském sídlišti Bohnice[1].
- Film měl společný rozpočet s filmem Setkání v červenci.[1]